# Eduard Seuffert
Eduard Seuffert (* 26. Juni 1819 in Wien; † 6. September 1855 ebenda) war ein österreichischer Klavierbauer.

## Leben
Eduard Seuffert ist der Sohn von Martin Seuffert (1772–1847), der als Miterfinder des Giraffenklaviers gilt und 1811 in Wien eine eigene Werkstatt eröffnete. 1845 wurde Eduard Teilhaber und nach dem Tod seines Vaters im Jahr 1847 Alleininhaber des Geschäfts. Seit diesem Zeitpunkt signierte er seine Instrumente zunächst mit „Seuffert Sohn“, später mit „Eduard Seuffert“. 

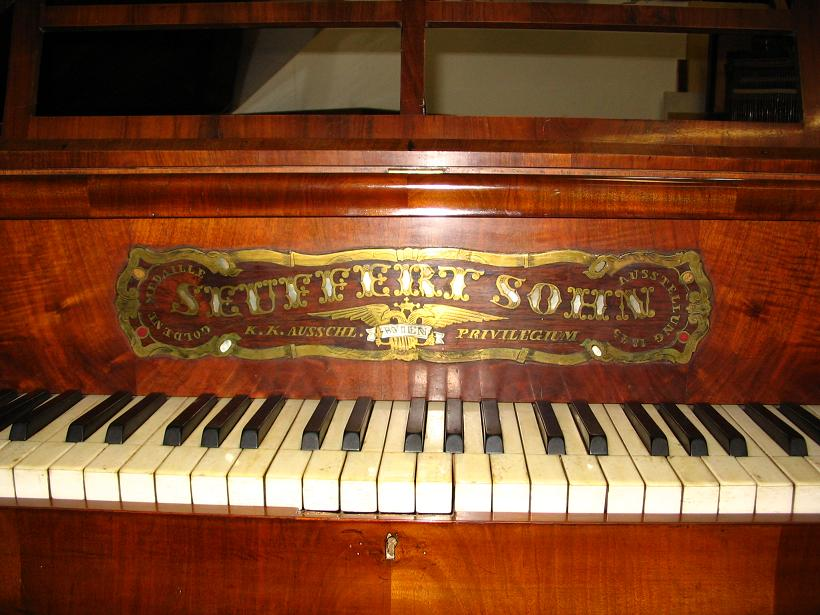
Firmensignatur Eduard Seufferts um 1850

Auf der Londoner Weltausstellung von 1851 vertrat Eduard Seuffert als einer von fünf Ausstellern den österreichischen Klavierbau und präsentierte ein aufrechtes Klavier mit Transpositions-Vorrichtung, das Joseph Fischhof in seinem „Versuch einer Geschichte des Clavierbaues“ mit höchstem Lob bedenkt: „Seuffert hat ein wunderschön verziertes Pianino ausgestellt, dreisaitig, von vortrefflicher Mechanik ...“ In Fischhofs Aufzählung gegenwärtig hervorragender Klavierbauer in Österreich rangiert Seuffert dabei neben den Firmen Streicher, Bösendorfer und Schweighofer.
Als Eduard Seuffert am 6. September 1855 in Wien starb, veröffentlichte die Niederrheinische Musik-Zeitung für Kunstfreunde und Künstler einen Nekrolog:
„[...] Wieder haben sie einen trefflichen Mann zu Grabe getragen! Eduard Seuffert, Fortepiano-Fabricant in Wien, ist am 6. September d. J. im kräftigsten Mannesalter, 38 Jahre alt, nach kurzer Krankheit gestorben. Durch unermüdeten Fleiss und Eifer hatte sich SeufTert zu einem der ersten Industriellen der Residenz emporgeschwungen und sein Geschäft auf eine seltene Stufe der Vollkommenheit zu bringen gewusst, so zwar, dass er den berühmten Firmen dieses Geschäftszweiges, Bösendorfer und Streicher, gleichgestellt werden musste. Die Trefflichkeit seiner Instrumente, im verflossenen Jahre in der Münchener Industrie-Ausstellung durch Verleihung der ersten Preis-Medaille anerkannt und gewürdigt, hat sich auf das glänzendste bewährt, und nicht nur nach allen Richtungen Deutschlands, sondern bis nach America war der gute Ruf seiner Firma gedrungen und sicherte ihm zahlreiche Bestellungen. Seine Fabrik, von ihm selbst geleitet, ist tüchtig organisirt und grossartig angelegt. Die Ausdehnung, die sein Geschäft in letzterer Zeit erhalten, bestimmte ihn, eine Erweiterung desselben vorzunehmen; allein der unerbittliche Tod vernichtete seine Pläne, und es muss nun Anderen vorbehalten werden, sein schönes Unternehmen au Ende zu führen. An seinem Sarge trauert seine Gattin mit vier unmündigen Kindern. Alle, die Eduard Seuffert kannten, betrauern in ihm einen wackeren, edeln Mann, dessen Eifer und Fleiss, Streben nach Vollkommenheit unermüdlich war, und der namentlich arme Künstler mit allen ihm zu Gebote stehenden Mitteln unterstützte. Die allgemeinste Theilnahme sprach sich bei seinem am 9. d. Mts. Statt gehabten feierlichen Leichenbegängnisse aus, und diese mag für die trostlosen Hinterbliebenen eine kleine Linderung ihres Schmerzes sein. (N. W. M.–Z.)“
Eduard Seufferts Witwe Rosa führte das Geschäft zunächst selbst weiter, bis sie 1857 den bisherigen Geschäftsführer Friedrich Ehrbar heiratete, der die Firma nach einer Übergangszeit unter seinem eigenen Namen weiterführte und zu einem der bedeutendsten österreichischen Klavierhersteller machte. Die Firma Friedrich Ehrbar bestand noch bis in die 1980er Jahre.